# Zurzyce
Zurzyce – wieś w Polsce położona w województwie opolskim, w powiecie nyskim, w gminie Kamiennik.
W latach 1975–1998 miejscowość administracyjnie należała do ówczesnego województwa opolskiego.

## Nazwa
W księdze łacińskiej Liber fundationis episcopatus Vratislaviensis (pol. Księga uposażeń biskupstwa wrocławskiego) spisanej za czasów biskupa Henryka z Wierzbna w latach 1295–1305 miejscowość wymieniona jest w zlatynizowanej formie Zura w szeregu wsi lokowanych na prawie polskim iure polonico.

## Historia
Od końca XVIII w. wieś posiadała pieczęć gminną, na której wizerunku przedstawiono po lewej stronie lemiesz pługa w słup, po prawej  – brona w skos, nad lemieszem i broną trudny do zidentyfikowania obiekt.